# Scolopendra melionii
Scolopendra melionii är en mångfotingart som beskrevs av Lucas 1853. Scolopendra melionii ingår i släktet Scolopendra och familjen Scolopendridae.
Artens utbredningsområde är Franska Guyana. Inga underarter finns listade i Catalogue of Life.